# Ahuntsic-Cartierville (circonscription fédérale)
Pour les articles homonymes, voir Ahuntsic (homonymie) et Cartierville.
Circonscription électorale fédérale du Canada
Ahuntsic-Cartierville est une circonscription électorale fédérale canadienne située sur l'île de Montréal, au Québec. Elle comprend la partie de la ville de Montréal constituée de la partie de l'arrondissement d'Ahuntsic-Cartierville située au sud-ouest de l'avenue Papineau et de l'autoroute 19 (autoroute Papineau).
Les circonscriptions limitrophes sont Bourassa, Saint-Léonard—Saint-Michel, Papineau, Saint-Laurent, Pierrefonds—Dollard, Laval—Les Îles, Alfred-Pellan et Vimy.

## Historique
Ahuntsic-Cartierville est constituée lors de la refonte de la carte électorale canadienne de 2013. Elle est créée à partir de la majeure partie de l'ancienne circonscription d'Ahuntsic et de la partie nord de l'ancienne circonscription de Saint-Laurent—Cartierville. La première élection pour la pourvoir d'un député prend place en 2015.
En 2023, lors du redécoupage électoral, les limites de la circonscription demeurent les mêmes à l'exception de la partie située à l'ouest du boulevard de l'Acadie entre l'autoroute 40 et le boulevard Henri-Bourassa, intégrée à la circonscription de Saint-Laurent.

## Résultats électoraux

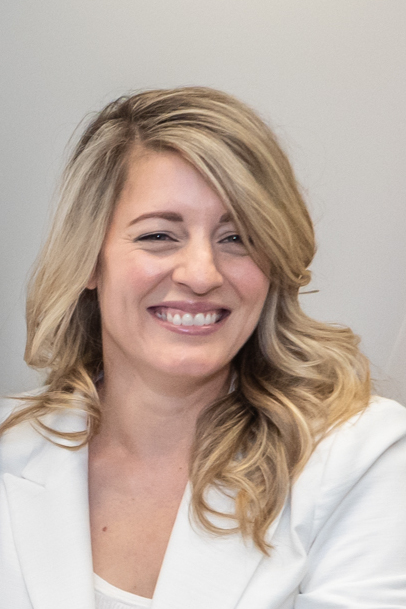
Mélanie Joly est la député de la circonscription depuis 2015

## Députés
| Législature                                                             | Années          | Député       | Parti | Parti   |
| ----------------------------------------------------------------------- | --------------- | ------------ | ----- | ------- |
| Ahuntsic-Cartierville issue d'Ahuntsic et de Saint-Laurent—Cartierville |                 |              |       |         |
| 42e                                                                     | 2015 – 2019     | Mélanie Joly |       | Libéral |
| 43e                                                                     | 2019 – 2021     | Mélanie Joly |       | Libéral |
| 44e                                                                     | 2021 – 2025     | Mélanie Joly |       | Libéral |
| 45e                                                                     | 2025 – en cours | Mélanie Joly |       | Libéral |